# Borszörcsök, Veszprém
Borszörcsök  este un sat în districtul Devecser, județul Veszprém, Ungaria, având o populație de 402 locuitori (2011). 

## Demografie
Componența etnică a satului Borszörcsök
     Maghiari (84,65%)
     Romi (15,35%)
Componența confesională a satului Borszörcsök
     Romano-catolici (76,12%)
     Fără religie (2,49%)
     Luterani (2,24%)
     Reformați (1,74%)
     Necunoscută (17,41%)
     Alte religii (2,74%)
Conform recensământului din 2011, satul Borszörcsök avea 402 locuitori. Din punct de vedere etnic, majoritatea locuitorilor (84,65%) erau maghiari, cu o minoritate de romi (15,35%).  Din punct de vedere confesional, majoritatea locuitorilor (76,12%) erau romano-catolici, existând și minorități de persoane fără religie (2,49%), luterani (2,24%) și reformați (1,74%). Pentru 17,41% din locuitori nu este cunoscută apartenența confesională.